# Music Bank
Music Bank – kompilacyjny box set amerykańskiego zespołu muzycznego Alice in Chains, będący drugą składanką w dyskografii grupy. Ukazał się na rynku 26 października 1999 nakładem wytwórni fonograficznej Columbia.
W skład box setu wchodzi czterdzieści osiem utworów zamieszczonych na trzech płytach CD. Czwarty dysk zawiera teledyski i multimedia. Kompilacja – prócz kompozycji studyjnych – wyposażona jest również w wersje demo z końca lat 80. i początku 90., remiksy, wersje koncertowe oraz nieopublikowane wcześniej utwory. Składankę zapowiadała premierowa kompozycja „Fear the Voices”, pochodząca z sesji nagraniowej do albumu studyjnego Dirt (1992). Music Bank otrzymał w większości pozytywne oceny; krytycy i recenzenci wyróżniali różnorodność materiału, w tym rzadkie nagrania demo i nieopublikowane dotychczas utwory.

## Opis albumu
Music Bank jest drugą, po Nothing Safe: Best of the Box (1999), kompilacją w dorobku zespołu. Retrospekcyjny box set składa się z czterdziestu ośmiu utworów zamieszczonych na trzech płytach CD. Czwarty dysk zawiera remiks singla „Again”, teledyski do „Get Born Again” „I Stay Away”, „No Excuses” i „We Die Young”, grę komputerową The Journey oraz różnego rodzaju multimedia. W skład kompilacji wchodzą wyselekcjonowane utwory z trzech albumów studyjnych – Facelift (1990), Dirt (1992) i Alice in Chains (1995), dwóch minialbumów – Sap (1992) i Jar of Flies (1994), wersje koncertowe (m.in. z występu dla MTV Unplugged z 1996), dema (pochodzące m.in. z albumu The Treehouse Tapes z 1988 oraz z sesji z 1989 i 1991), remiksy, a także nieopublikowane wcześniej kompozycje „Fear the Voices”, „Lying Season” i „Died”. Dwa pierwsze utwory były przygotowywane na potrzeby ścieżki dźwiękowej do filmu Samotnicy; 1992, reż. Cameron Crowe) i zostały nagrane w trakcie sesji do albumu Dirt w 1992. „Died” zespół zarejestrował, razem z „Get Born Again”, jesienią 1998 podczas ostatniej sesji z wokalistą Layne’em Staleyem. Utwór „Untitled”, z gościnnym udziałem Toma Arayi, został zamieszczony pod nazwą „Iron Gland”.
Kompozycje „Get Born Again” i „Died”, zarejestrowane przez Alice in Chains na przełomie września i października 1998 pod kierownictwem Dave’a Jerdena i Toby’ego Wrighta, w pierwotnym założeniu były przeznaczone na drugi album studyjny Jerry’ego Cantrella – Degradation Trip (2002). „Zamierzałem zrobić kolejną płytę solową, ale chłopakom spodobały się piosenki… Nagraliśmy więc muzykę, a Layne wziął się za teksty” – wspominał. Za proces produkcji składanki odpowiedzialny jest Peter Fletcher. Mastering wykonał Stephen Marcussen w studiu w Hollywood.
Nazwa Music Bank pochodzi od kompleksu sal prób, który pod koniec lat 80. mieścił się w Seattle w stanie Waszyngton. Muzycy Alice in Chains pomieszkiwali tam i odbywali pierwsze próby na początku działalności grupy.

## Wydanie i promocja
Premiera Music Bank odbyła się 26 października 1999. Box set został opublikowany nakładem wytwórni Columbia. Tego samego dnia, na rynku ukazała się kompilacja teledysków Music Bank: The Videos. Składanka była promowana singlem „Fear the Voices”, nieopublikowanym utworem pochodzącym z sesji do albumu Dirt (1992). 20 listopada 1999 kompozycja Alice in Chains osiągnęła 11. pozycję na liście „Billboardu” Mainstream Rock Tracks.

## Odbiór

### Krytyczny
| AllMusic                      | [ 1 ]     |
| „Alternative Press”           | [ 12 ]    |
| Encyclopedia of Popular Music | [ 13 ]    |
| „Kerrang!”                    | [ 14 ]    |
| „Metal Hammer”                | [ 15 ]    |
| „The New York Times”          | korzystna |
| „Q”                           | [ 17 ]    |
| Rolling Stone Album Guide     | [ 18 ]    |
| „Spin”                        | [ 19 ]    |
| „Tylko Rock”                  | [ 20 ]    |

Stephen Thomas Erlewine z AllMusic przyznał albumowi cztery gwiazdki w pięciostopniowej skali, argumentując: „Trzy płyty studyjne, dwie EP-ki, kilka europejskich stron B pozornie wydaje się być skromnym dorobkiem, niewystarczającym do zapełnienia albumu kompilacyjnego, ale w przypadku Music Bank wydaje się to całkiem nieuzasadnione”. Autor podkreślał, że box set nie zawiera wszystkiego co stworzył zespół, ale jest wypełniony wieloma rarytasami – w tym mnóstwem demówek, dwunastoma nieopublikowanymi wcześniej utworami oraz kompozycjami w wersjach koncertowych, dzięki czemu może być przydatnym wydawnictwem dla fanów zespołu, z uwagi na swoją zawartość. Tygodnik „Kerrang!” zaznaczał, że zestaw otwiera nowy utwór „Get Born Again”, który zwiastuje „niesamowitą formę zespołu”. Z uwagi na zróżnicowany materiał wypełniający album, recenzent opisywał go jako „istotny”.
Ann Powers pisała za pośrednictwem „The New York Timesa”: „Ci którzy nie uczestniczą regularnie w gatunku hardrockowym, mogą zastanawiać się, dlaczego zespół, który zajął trzecie miejsce w wyścigu konnym sceny Seattle na początku lat 90., zasługuje na pudełkowy zestaw, zwłaszcza z zaledwie trzema albumami studyjnymi. Ale akolici z mrocznych, gitarowych sztuk wiedzą, że Alice in Chains jest następcą Black Sabbath; niezwykle wpływowi zarówno w sferze muzycznej, jak i ciężkim języku. Przedstawiając dziwną podróż zespołu od boogie w stylu Ratt do piekielnej psychodelii, ten zestaw oferuje wiele, w tym interaktywny CD-ROM (…) Music Bank w sposób przekonujący argumentuje artystyczną wartość zespołu, który pokazał dzisiejszym gwiazdom sceny heavy-rockowej, jak być introspektywnym”. John Aizlewood z brytyjskiego „Q” podkreślał, że „Music Bank jest potwierdzeniem tego, iż Alice in Chains posiadają wiele czadowych, wywyższających partii gitar; muskularnych melodii, a Layne Staley jest niezwykle wspaniałym wokalistą”. W ocenie magazynu „Spin” Music Bank, poza kilkoma rarytasami w postaci demówek, utworów koncertowych czy też nieopublikowanych dotychczas, oferuje praktycznie ten sam zestaw co kompilacja Nothing Safe: Best of the Box wydana parę miesięcy wcześniej.
Jordan Babula z „Teraz Rocka” pozytywnie oceniał box set, określając go mianem „udanego i wartościowego”, stanowiącego esencję twórczości zespołu. Autor szczególnie wyróżniał różnorodność materiału, w tym rzadkie nagrania demo z końca lat 80., gdzie brzmienie początkującego zespołu nawiązywało, w ocenie recenzenta, do dokonań Guns N’ Roses.

### Komercyjny
13 listopada 1999 Music Bank zadebiutował na 123. pozycji zestawienia Billboard 200. Składanka uplasowała się również na 12. lokacie notowania Billboard Top Internet Albums. Według danych opublikowanych przez Nielsen SoundScan box set na terenie Stanów Zjednoczonych uzyskał nakład sprzedaży na poziomie 86 tys. egzemplarzy.

## Lista utworów

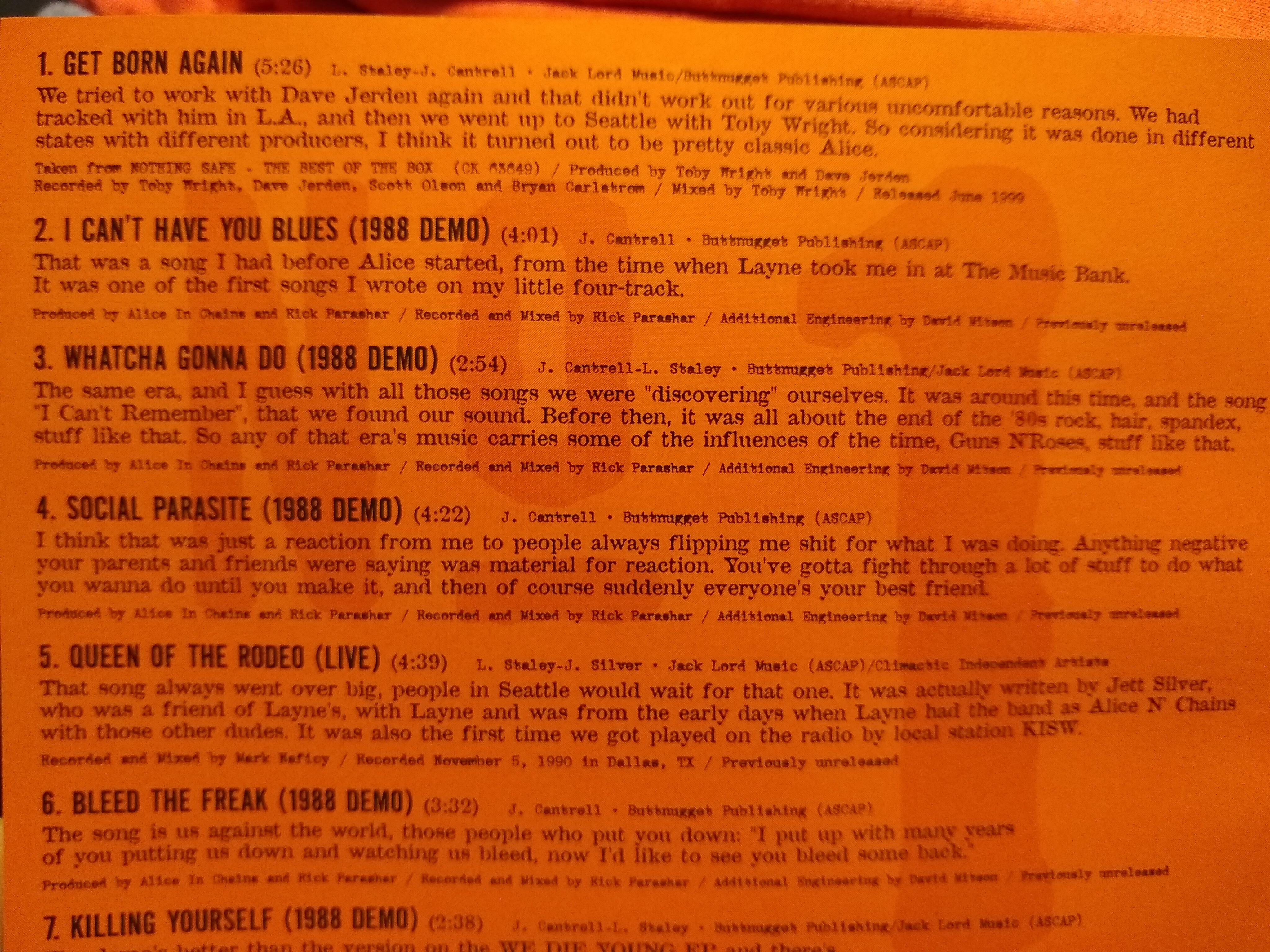
Wnętrze książeczki zawierającej omówienie utworów zamieszczonych na pierwszej płycie CD (nr. 1–7)

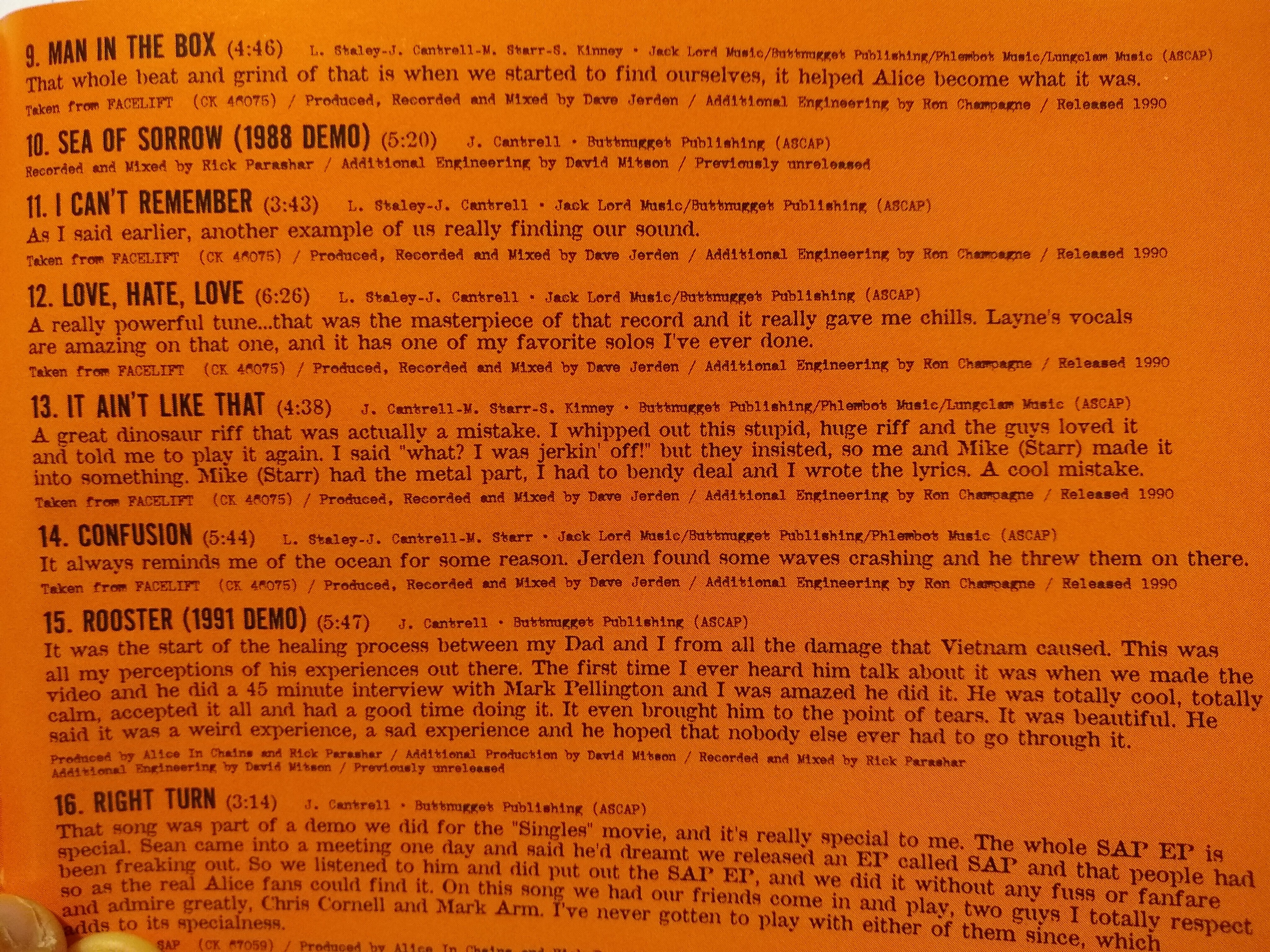
Wnętrze książeczki z omówieniem utworów na pierwszym CD (nr. 9–16)

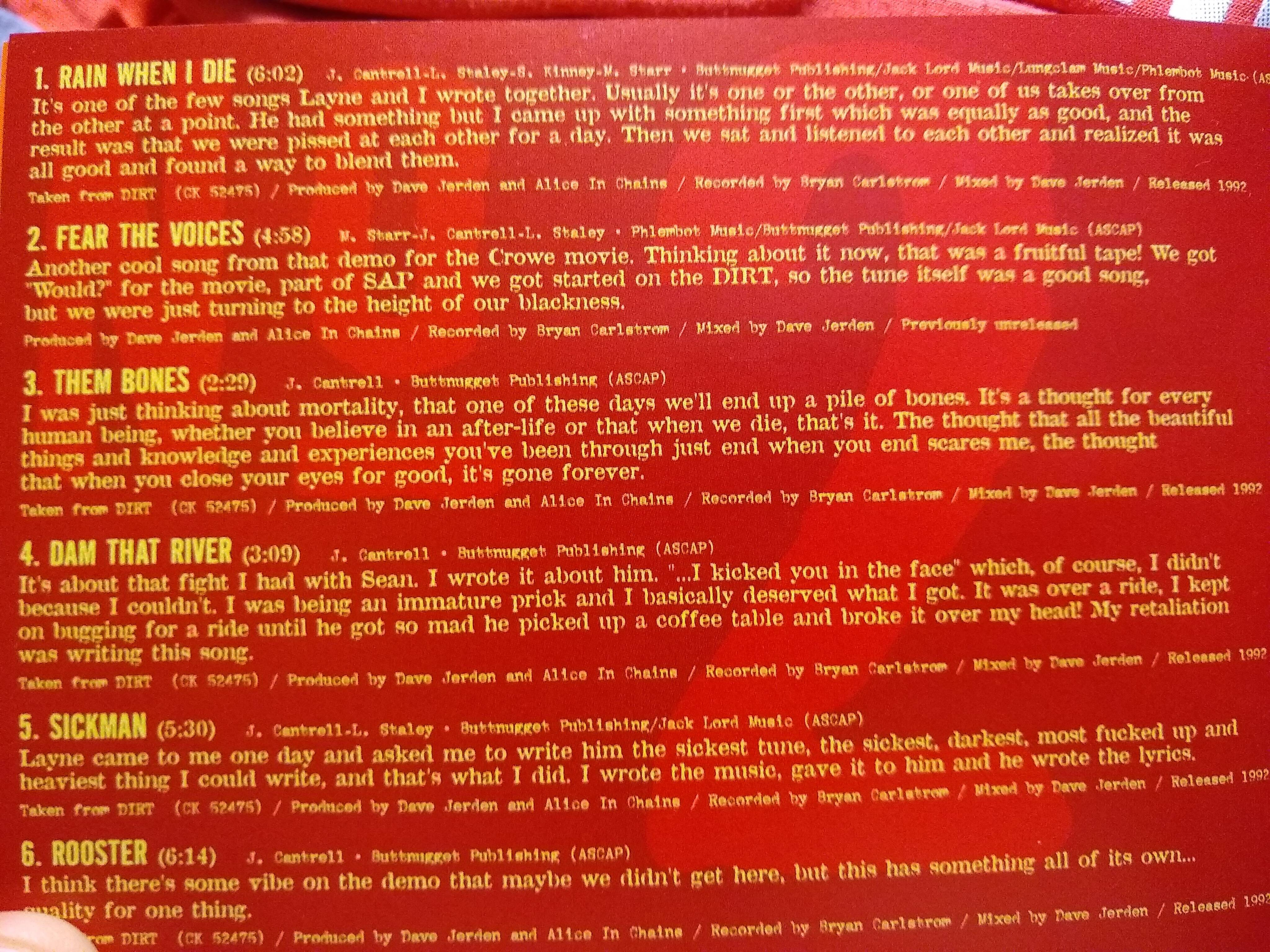
Wnętrze książeczki z omówieniem utworów na drugim CD (nr. 1–6)

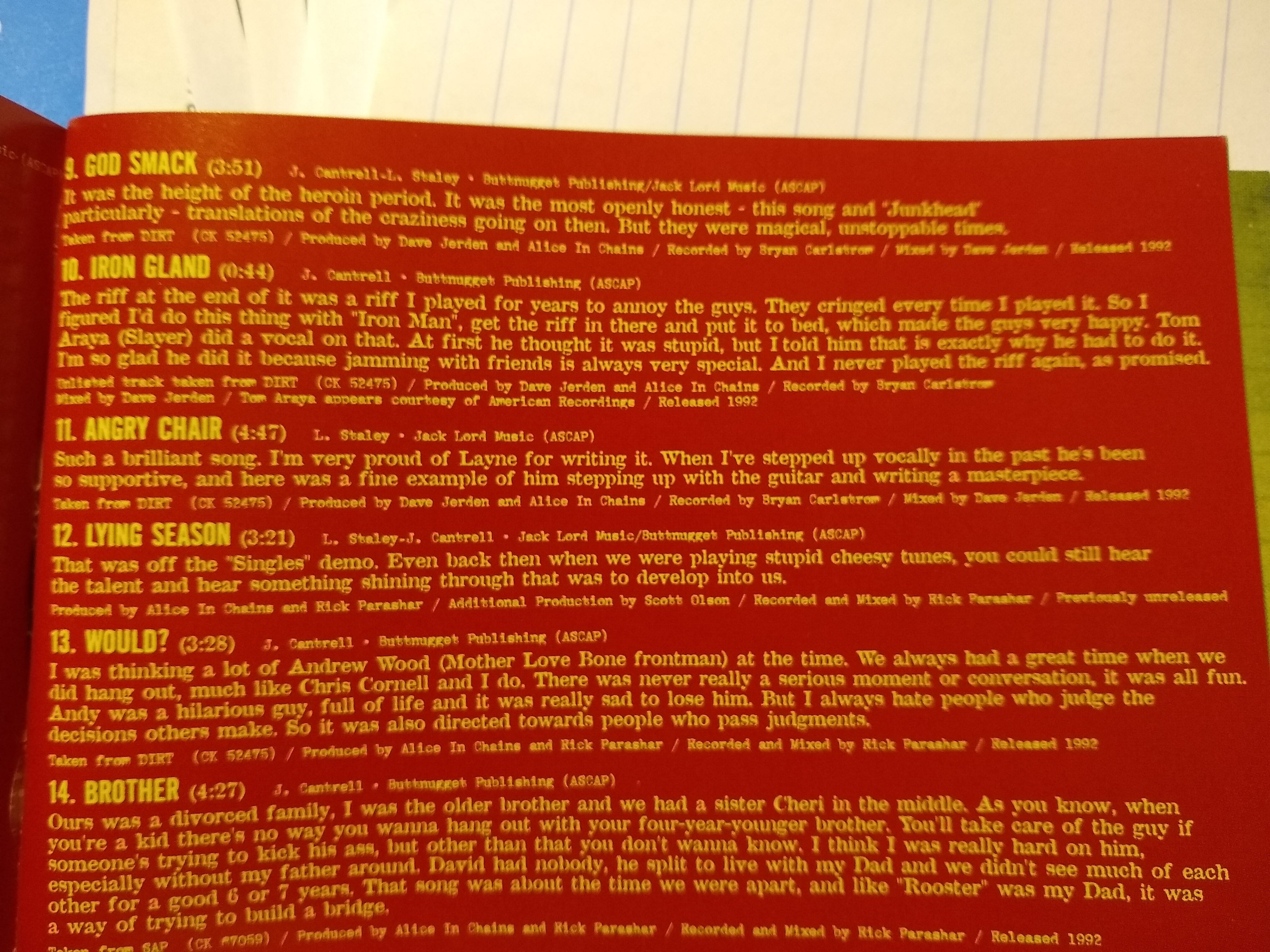
Wnętrze książeczki z omówieniem utworów na drugim CD (nr. 9–14)

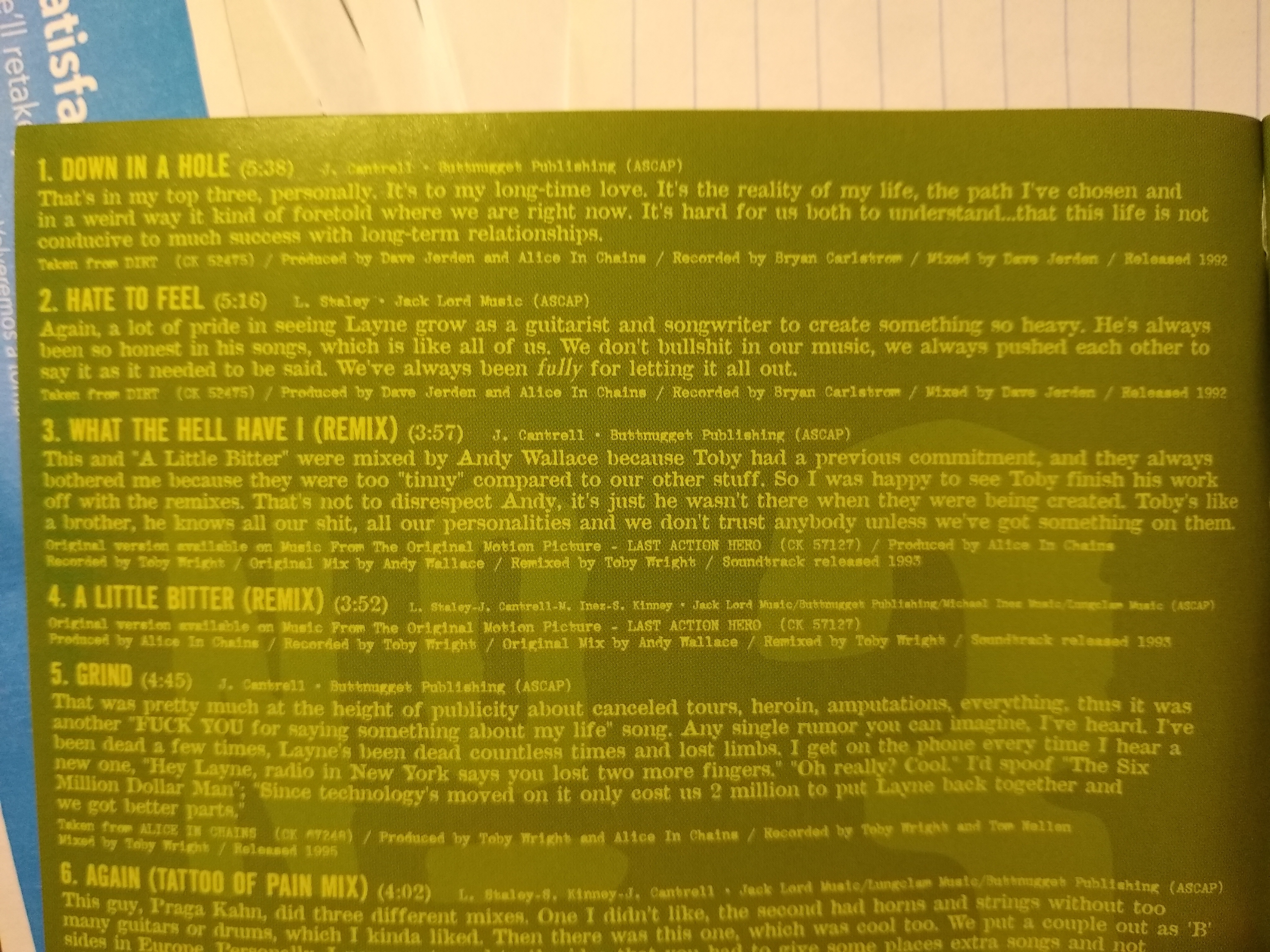
Wnętrze książeczki z omówieniem utworów na trzecim CD (nr. 1–6)

| CD 1 | CD 1                                           | CD 1                                | CD 1    |
| Nr   | Tytuł utworu                                   | Autorzy                             | Długość |
| ---- | ---------------------------------------------- | ----------------------------------- | ------- |
| 1.   | „Get Born Again”                               | Layne Staley • Jerry Cantrell       | 5:26    |
| 2.   | „I Can’t Have You Blues” (wersja demo, 1988)   | Cantrell                            | 4:01    |
| 3.   | „Whatcha Gonna Do” (wersja demo, 1988)         | Staley • Cantrell                   | 2:54    |
| 4.   | „Social Parasite” (wersja demo, 1988)          | Cantrell                            | 4:11    |
| 5.   | „Queen of the Rodeo” (wersja koncertowa, 1990) | Staley • Jet Silver                 | 4:40    |
| 6.   | „Bleed the Freak” (wersja demo, 1989)          | Cantrell                            | 3:26    |
| 7.   | „Killing Yourself” (wersja demo, 1989)         | Staley • Cantrell                   | 2:39    |
| 8.   | „We Die Young”                                 | Cantrell                            | 2:32    |
| 9.   | „Man in the Box”                               | Staley • Cantrell                   | 4:46    |
| 10.  | „Sea of Sorrow” (wersja demo, 1989)            | Cantrell                            | 5:21    |
| 11.  | „I Can’t Remember”                             | Staley • Cantrell                   | 3:42    |
| 12.  | „Love, Hate, Love”                             | Staley • Cantrell                   | 6:26    |
| 13.  | „It Ain’t Like That”                           | Cantrell • Mike Starr • Sean Kinney | 4:37    |
| 14.  | „Confusion”                                    | Staley • Cantrell • Starr           | 5:44    |
| 15.  | „Rooster” (wersja demo, 1991)                  | Cantrell                            | 5:46    |
| 16.  | „Right Turn” (feat. Chris Cornell, Mark Arm)   | Cantrell                            | 3:17    |
| 17.  | „Got Me Wrong”                                 | Cantrell                            | 4:12    |
|      |                                                |                                     | 1:13:40 |

| CD 2 | CD 2                                          | CD 2                               | CD 2    |
| Nr   | Tytuł utworu                                  | Autorzy                            | Długość |
| ---- | --------------------------------------------- | ---------------------------------- | ------- |
| 1.   | „Rain When I Die”                             | Staley • Cantrell • Starr • Kinney | 6:03    |
| 2.   | „Fear the Voices” (nieopublikowany wcześniej) | Staley • Cantrell • Starr          | 4:58    |
| 3.   | „Them Bones”                                  | Cantrell                           | 2:30    |
| 4.   | „Dam That River”                              | Cantrell                           | 3:09    |
| 5.   | „Sickman”                                     | Staley • Cantrell                  | 5:31    |
| 6.   | „Rooster”                                     | Cantrell                           | 6:15    |
| 7.   | „Junkhead” (wersja demo, 1991)                | Staley • Cantrell                  | 5:11    |
| 8.   | „Dirt”                                        | Staley • Cantrell                  | 5:18    |
| 9.   | „God Smack”                                   | Staley • Cantrell                  | 3:52    |
| 10.  | „Iron Gland” (feat. Tom Araya)                | Cantrell                           | 0:43    |
| 11.  | „Angry Chair”                                 | Staley                             | 4:48    |
| 12.  | „Lying Season” (nieopublikowany wcześniej)    | Staley • Cantrell                  | 3:21    |
| 13.  | „Would?”                                      | Cantrell                           | 3:27    |
| 14.  | „Brother” (miks, feat. Ann Wilson)            | Cantrell                           | 4:27    |
| 15.  | „Am I Inside” (feat. Ann Wilson)              | Staley • Cantrell                  | 5:09    |
| 16.  | „I Stay Away”                                 | Staley • Cantrell • Mike Inez      | 4:14    |
| 17.  | „No Excuses”                                  | Cantrell                           | 4:15    |
|      |                                               |                                    | 1:13:11 |

| CD 3 | CD 3                               | CD 3                              | CD 3    |
| Nr   | Tytuł utworu                       | Autorzy                           | Długość |
| ---- | ---------------------------------- | --------------------------------- | ------- |
| 1.   | „Down in a Hole”                   | Cantrell                          | 5:38    |
| 2.   | „Hate to Feel”                     | Staley                            | 5:16    |
| 3.   | „What the Hell Have I” (remiks)    | Cantrell                          | 3:58    |
| 4.   | „A Little Bitter” (remiks)         | Staley • Cantrell • Inez • Kinney | 3:52    |
| 5.   | „Grind”                            | Cantrell                          | 4:45    |
| 6.   | „Again” (Tattoo of Pain Mix)       | Staley • Cantrell                 | 4:01    |
| 7.   | „Head Creeps”                      | Staley                            | 6:29    |
| 8.   | „God Am”                           | Staley • Cantrell • Inez • Kinney | 4:08    |
| 9.   | „Frogs”                            | Staley • Cantrell • Inez • Kinney | 8:20    |
| 10.  | „Heaven Beside You”                | Staley • Cantrell • Inez          | 5:27    |
| 11.  | „Nutshell” (wersja unplugged)      | Staley • Cantrell • Inez • Kinney | 4:29    |
| 12.  | „Killer is Me” (wersja unplugged)  | Cantrell                          | 5:23    |
| 13.  | „Over Now” (wersja unplugged)      | Cantrell • Kinney                 | 5:53    |
| 14.  | „Died” (nieopublikowany wcześniej) | Staley • Cantrell                 | 5:58    |
|      |                                    |                                   | 1:13:37 |

| CD 4 + multimedia | CD 4 + multimedia                    | CD 4 + multimedia        | CD 4 + multimedia |
| Nr                | Tytuł utworu                         | Autorzy                  | Długość           |
| ----------------- | ------------------------------------ | ------------------------ | ----------------- |
| 1.                | „Again” (Jungle Mix)                 | Staley • Cantrell        | 4:11              |
| 2.                | „Get Born Again” (teledysk)          | Staley • Cantrell        | 4:00              |
| 3.                | „I Stay Away” (teledysk)             | Staley • Cantrell • Inez | 4:10              |
| 4.                | „No Excuses” (teledysk)              | Cantrell                 | 4:13              |
| 5.                | „We Die Young” (teledysk)            | Cantrell                 | 2:34              |
| 6.                | „The Journey” (gra komputerowa)      |                          |                   |
| 7.                | „Jar of Flies” (CD-Extra multimedia) |                          |                   |
|                   |                                      |                          | 19:08             |

## Personel
Opracowano na podstawie materiału źródłowego:
| Alice in Chains - Layne Staley – śpiew, gitara rytmiczna (CD 2 – 11, CD 3 – 2), wokal wspierający - Jerry Cantrell – śpiew, gitara rytmiczna, gitara prowadząca, gitara akustyczna (dwunastostrunowa; CD 1 – 11), gitara klasyczna (CD 1 – 16–17, CD 2 – 14–15), (sześcio- i dwunastostrunowa; CD 3 – 1), sitar elektryczny (CD 3 – 3), wokal wspierający, talk box (CD 1 – 9, CD 2 – 1) - Mike Inez – gitara basowa (CD 3 – 3–10, 14), gitara dwunastostrunowa (CD 2 – 16), akustyczna gitara basowa (CD 2 – 16–17, CD 3 – 11, 13), gitara akustyczna (CD 3 – 12), wokal wspierający (CD 3 – 6) - Mike Starr – gitara basowa (CD 1 – 2–17, CD 2 – 1–15, CD 3 – 1–2), wokal wspierający (CD 1 – 14) - Sean Kinney – perkusja, fortepian (CD 1 – 10), tamburyn (CD 2 – 14) Muzycy sesyjni - Ann Wilson – śpiew i wokal wspierający (CD 2 – 14–15) - April Acevez – altówka (CD 2 – 16) - Chris Cornell – śpiew (CD 1 – 16) - Justine Foy – wiolonczela (CD 2 – 16) - Mark Arm – śpiew (CD 1 – 16) - Matthew Weiss – altówka (CD 2 – 16) - Rebecca Clemons-Smith – wiolonczela (CD 2 – 16) - Scott Olson – gitara akustyczna (CD 3 – 11, 13), akustyczna gitara basowa (CD 3 – 12) - Tom Araya – głos (CD 2 – 10) | Produkcja - Producent muzyczny: Peter Fletcher - Mastering: Stephen Marcussen w Marcussen Mastering Studio, Hollywood Oprawa graficzna - Dyrektor artystyczny: Mary Maurer - Design: Brandy Flower, Doug Erb, Mary Maurer - Koncept okładki: Jerry Cantrell, Sean Kinney - Projekt okładki: Jeff Beck, asystent: Jonathan Meyer - Produkcja graficzna: Jeff Beck - Pomoc graficzna: Jonathan Mayer, Michael Lau, Scott Saltsman - Notatka do książeczki: Sean Kinney, Steffan Chirazi - Zdjęcia: Catherine Wessel, Chris Cuffaro, Christopher Wray-McCann, Danny Clinch, Dennis Keeley, Jeffrey Mayer, Marty Temme, Neil Zlozower, Paul Hernandez, Peter Cronin, Karen Moskowitz Management - Zarządzanie: Susan Silver |

## Pozycje na listach

### Album
| Lista (1999)                                            | Pozycja |
| ------------------------------------------------------- | ------- |
| Billboard 200 (Stany Zjednoczone)                       | 123     |
| Billboard Top Internet Albums Sales (Stany Zjednoczone) | 12      |

### Single
| 1999 | „Fear the Voices” | 11 |